# Тринидад и Тобаго на Светском првенству у атлетици у дворани 2010.
Тринидад и Тобаго су тринаести пут учествовали на  13.Светском првенству у атлетици у дворани 2010. одржаном у Дохиу од 12. до 14. марта. Репрезентацију Тринидада и Тобага представљао је 1 атлетичар, који се такмичио у трци на 400 м.

## Резултати

### Мушкарци
| Атлетичар  | Дисциплина | Лични рекорд | Квалификације     | Квалификације     | Полуфинале           | Полуфинале           | Финале               | Финале               | Детаљи |
| Атлетичар  | Дисциплина | Лични рекорд | Резултат          | Место             | Резултат             | Место                | Резултат             | Место                | Детаљи |
| ---------- | ---------- | ------------ | ----------------- | ----------------- | -------------------- | -------------------- | -------------------- | -------------------- | ------ |
| Renny Quow | 400 м      | 47,22        | Није завршио трку | Није завршио трку | Није се квалификовао | Није се квалификовао | Није се квалификовао | Није се квалификовао |        |